# Sacramentario gelasiano

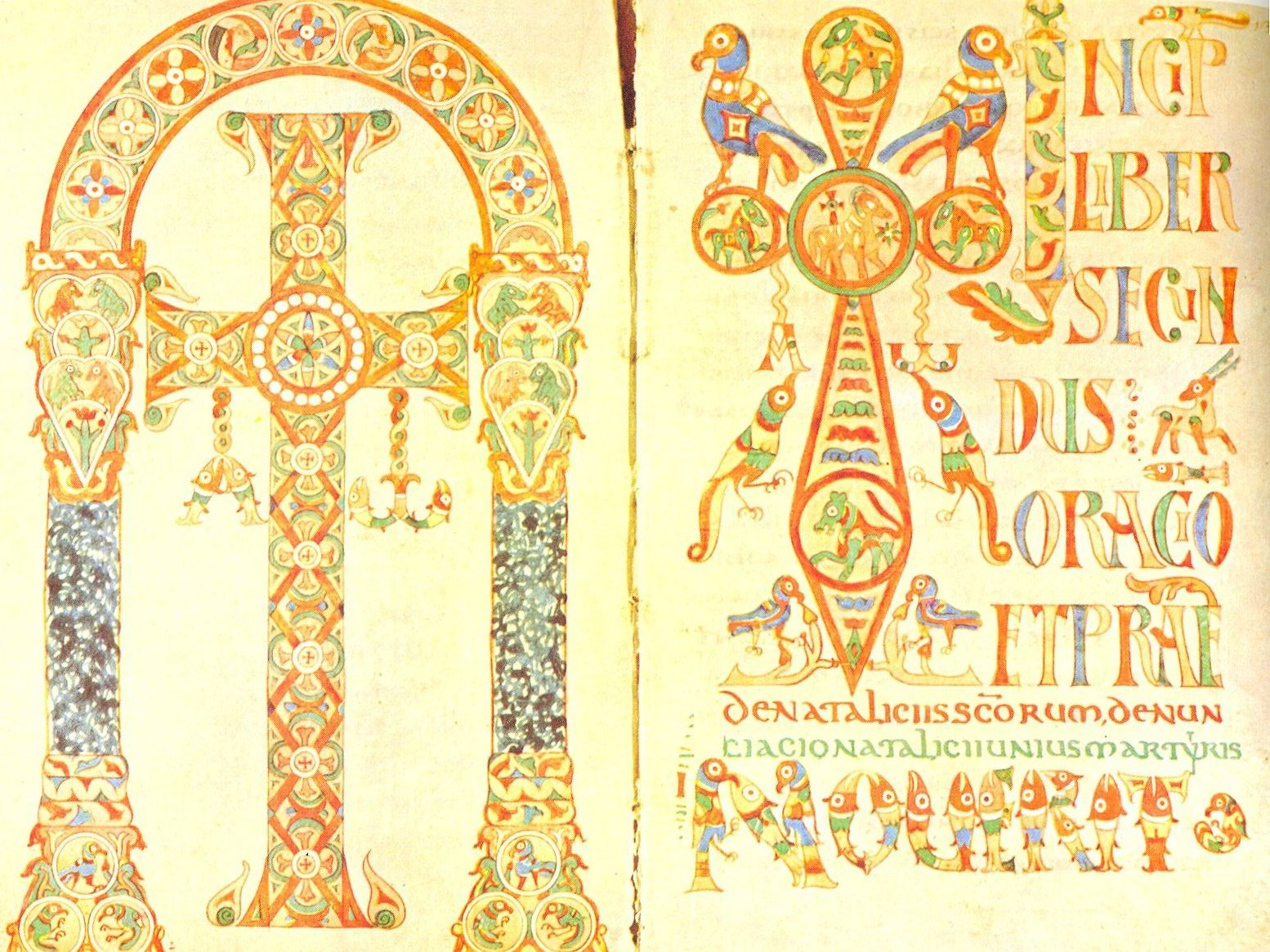
Sacramentarium Gelasianum. Frontespizio e incipit del manoscritto vaticano.

Il Sacramentario gelasiano (in latino: Sacramentarium Gelasianum) è un antico libro liturgico cristiano, che contiene i testi per la celebrazione dell'Eucaristia in tutto l'anno liturgico. Fra i libri liturgici superstiti della Chiesa occidentale è il secondo per antichità, preceduto solo dal Sacramentario veronese.

## Contesto
In nessuno degli antichi codici il libro riporta il nome di Gelasio, ma è chiamato semplicemente Liber sacramentorum Romanae ecclesiae ("Libro dei Sacramenti della Chiesa Romana"). Tuttavia, un'antica tradizione lega il libro a papa Gelasio I, apparentemente basata sull'attribuzione di Valafrido Strabone. Il sacramentario fu compilato nei pressi di Parigi attorno al 750 e contiene elementi sia gallicani sia romani, contaminati fra loro.. La datazione dei contenuti liturgici è indipendente da quella del codice (circa 750): la più parte della liturgia riflette la pratica di contaminazione retaggio del periodo merovingio. Nel 785-786 le riforme di Gregorio Magno furono sottoposte a Carlo Magno da papa Adriano I. L'attribuzione spuria a Gelasio diede autorità ai contenuti, che rappresentano un importante documento della liturgia pre-gregoriana.
Già dal titolo Liber Sacramentorum Romanae Ecclesiae Ordinis Anni Circuli, si deduce che questo è un libro ufficiale. L'autore è ignoto, anche se non si può escludere che papa Gelasio possa essere stato il compilatore dei principali formulari che vi sono raccolti. Il Sacramentario gelasiano è di fondamentale importanza per i riti del catecumenato e del battesimo, celebrati nella Quaresima, con i tre "scrutini" e le consegne dei vangeli, del simbolo, del Padre nostro, come pure per la celebrazione del Triduo Pasquale. Vi troviamo inoltre i riti della riconciliazione dei penitenti e della messa crismale.
Fra i parecchi riti liturgici locali diffusi in Occidente prima dell'VIII secolo, i più importanti erano il rito romano, adottato in gran parte dell'Italia a sud della Lombardia e il rito gallicano usato in buona parte del resto d'Europa, ma non in Spagna né nelle isole britanniche. Prima del 700 l'influenza del Sacramentario romano aveva già modificato il rito gallicano. La contaminazione dei riti che si ritrova nel Sacramentario gelasiano fu superata quando Carlo Magno richiese a papa Adriano di inviargli una copia di un autentico Sacramentario romano da usare in tutto l'impero. Nel 785-786 il Papa mandò all'Imperatore il Sacramentario adriano, una versione del Sacramentario gregoriano ad uso dei papi, adattata per l'Impero carolingio.

## Contenuto
Il Sacramentario gelasiano è un sacramentario presbiterale, articolato in tre libri: il primo è un temporale, che comprende l'anno liturgico dalla Natività alla Pentecoste; il santorale con il comune dei santi e le orazioni per il tempo di Avvento; le domeniche fra l'anno, con il canone e una raccolta di messe votive.
È facilmente individuabile l'inserimento di cinque sezioni dell'antica liturgia gallicana: il rito delle ordinazioni, il rito della consacrazione delle vergini, il rito della dedicazione della chiesa, il rito della benedizione dell'acqua lustrale, il rito delle esequie.

## Codici
Il libro esiste in diversi manoscritti, il più antico dei quali risale alla prima metà del VIII secolo ed è conservato nella Biblioteca Apostolica Vaticana. Fu acquisito dalla biblioteca della regina Cristina di Svezia (infatti è catalogato come MS Reginensis 316). Il manoscritto rappresenta l'esempio più importante di codice miniato merovingio e mostra una sintesi degli stilemi della tarda antichità rielaborati secondo le tendenze aniconiche con motivi barbarici paragonabile all'arte insulare di Gran Bretagna e Irlanda. Presenta influenze bizantine per il simbolo della croce. Fu pubblicato per la prima volta nel 1680 dal cardinale Giuseppe Maria Tomasi. Si ipotizza che sia stato copiato nello scriptorium di Chelles.
Dal Gelasiano antico derivano i Gelasiani franchi, il cui prototipo è stato individuato in un manoscritto di Flavigny del 760-770.